# ウェザーニュースLiVE・モーニング
『ウェザーニュースLiVE・モーニング』（ウェザーニュースライブ・モーニング）は、ウェザーニューズ (WNI) が2018年4月16日より生放送している気象情報番組である。
本稿では、かつて番組運営リニューアル前の2009年4月27日から2018年4月15日まで同時間帯にて放送していた『SOLiVE モーニング』（ソライブ・モーニング）、および過去にtvkで同時ネットを行っていた『ソライブ・モーニング』 についても扱う。

## 概要
ウェザーニューズの24時間動画生放送「ウェザーニュースLiVE」で配信の気象情報番組。主にインターネット動画配信サイト経由での放送がメインであるが、三重テレビ放送(地上デジタル放送サブチャンネル) でも、月 - 金曜日に部分ネットしている他、一部ケーブルテレビ局でも月－日曜で放送サービスエリアの天気情報を内包する形で7時台をサイマル放送している。2013年3月29日までは、WNIが気象情報を提供しているテレビ神奈川 (tvk) でも一部がネットされていた。また、2016年9月30日までは、BSデジタル放送（独立データ放送）910ch「ウェザーニュース」でも視聴できた。
千葉県千葉市美浜区の幕張テクノガーデンB館2階にある、ウェザーニューズ・グローバルセンター内のスタジオ「ソラスタ」から生放送。
通常の天気予報や解説（概況）が主体の気象情報番組と異なり、「ソラヨミ」と称する、雲の動きや体感などで現れる特定現象が、その後の天気動向にもたらす傾向を雲などの実例写真を使ってわかりやすく解説し、視聴者と共に追っていく内容が特徴。
異常気象発生時、地震発生時（WNI分析で推定最大震度が3以上、もしくは不明の場合）は、放送中の内容を中断して速報体制となるほか、放送時間を延長して関連情報を伝える場合もある（tvkは延長対応なし）。
2009年7月6日からtvkにて平日（月曜 - 金曜）限定で開始。当初の放送時間は7時15分 - 7時24分。
2009年9月5日からは、土曜日の放送開始が1時間早くなり、6時 - 9時の3時間に拡大。SOLiVE24の改編に伴い、2009年10月5日からは、全ての曜日で放送時間が6時 - 8時の2時間に統一された。2010年4月5日からの「SOLiVE24」春の改編に伴い、放送時間が1時間拡大し6時 - 9時の3時間放送となり番組名を『SOLiVE モーニング』に改題した。番組内容も全面的にリニューアルされ、会員向けサービス「通勤天気メール」に寄せられた情報をもとにした鉄道情報が強化されている。なお、tvkも15分拡大し7時 - 7時24分の放送になった。
2010年11月15日の放送分から、オープニングで流れるアニメーションと同時に流れるジングルが一新。タイトル表示については、エメラルドグリーンと黄緑色のグラデーションカラー表記に加え、左側の四角枠内にニワトリと朝日を描いたデザインへ変更された。
2011年1月2日の放送分から、下段スクロール表示のリニューアル が行なわれ、右端に「SOLiVE24」と番組名の交互表示が開始された。当番組の文字カラーは黄緑色表示である。
また2011年2月7日の番組改編に伴い、番組内容のリニューアルを実施。キャスターも1人体制から2人体制になった。
2011年7月1日より、三重テレビ放送の地上デジタル放送サブチャンネルで部分ネットが開始された(月 - 金曜 7時 - 8時30分)。 
2012年1月9日の放送分より番組内容を一部リニューアルし、これまで同番組に出演してきた森田・喜田が予報センターの業務へ戻る関係で、再び1人体制に戻った。
2012年4月2日の放送分から、BSデジタル放送BSフジ（毎日6時-6時30分）とNOTTV（NOTTV 1）（毎日6時-7時）に放送されている。後者については、台風・大雨などの異常気象が発生した場合は随時放送を入れる。
2012年9月24日の番組改編に伴い、番組内容の大幅なリニューアルを実施。同時にオープニングのアニメとジングル・スカイブルーとオレンジ色のグラデーションカラーへの変更、また右端に「SOLiVE24」と交互表示される当番組の文字表記カラーも黄緑色からスカイブルーに変更された。
2012年11月11日の放送分から、NOTTVで日曜の放送が開始され、BSフジと同じく毎日放送されるようになる。
2013年3月29日の放送分を持ってtvkの部分ネットが、2013年9月30日の放送分を持ってBSフジの部分ネット放送が終了 した。
2013年11月25日の番組改編に伴い、番組内容の大幅なリニューアルを実施。
2014年4月7日の番組改編に伴い、番組内容のリニューアルを実施。
2014年11月10日の番組改編に伴い、キャスター体制および番組内容のリニューアルを実施。
2017年2月20日の番組改編に伴い、放送時間が5時 - 8時に変更。また、従来BSフジがSOLiVE トワイライトをネットしていた5時 - 5時30分の枠を引き継ぎ、BSフジでの部分ネット放送が復活した。
2017年11月1日の番組改編に伴い、放送時間が6時 - 9時に変更。
2018年4月16日の番組改編に伴い、大幅なリニューアルが実施。ウェザーニューズ・グローバルセンター内スタジオ「ソラスタ」より、ウェザーニュース予報センター内の特設スタジオに移行された。
2018年12月1日の番組改編に伴い、放送時間が5時 - 8時に変更。
2022年7月1日の放送分から、BSよしもと（月曜-金曜日 6時 - 6時30分）での放送を開始した。同年10月3日に実施したBSよしもと側による改編に伴い、同日放送分以降は毎日 6時30分 - 7時に変更した。

## 出演者
※2025年8月17日現在の内容。出演キャスターは、諸事情などにより変更される場合がある。時間帯などから、他のキャスターによる急遽の代演（シフト交換）は難しく、キャスターである小川千奈もThreadsにおいて、「朝組の仲間に迷惑をかけたくない、その一心で番組に取り組んでいます」と述べている。

### キャスター
- 江川清音
- 高山奈々
- 駒木結衣
- 白井ゆかり
- 戸北美月
- 小林李衣奈
- 小川千奈
- 魚住茉由
- 青原桃香
- 福吉貴文
- 田辺真南葉

### 予報センター
- 山口剛央
- 宇野沢達也
- 本田竜也
- 内藤邦裕
- 芳野達郎
- 飯島栄一
- 森田清輝

### これまでの出演者
※2010年4月5日 - 2011年2月6日まで
- キャスター
  - 木島由利香（月・火・木 - 土曜）
  - 小野英美（水・日曜）

※2011年2月7日 - 2011年6月27日まで
- 山田泰葉 （主に月曜）※隔週出演

※2011年2月7日 - 2012年1月8日まで
- 森田清輝（主に火曜 - 土曜）
- 喜田勝（主に日曜・月曜）

※2012年1月9日 - 2012年9月23日まで
- 澤田南（今田が出演しない日に担当、主に週2回[注釈 13][注釈 14]）

※2012年9月24日 - 2013年11月23日まで
- 河村さやか(週5回 - 主に月・火・金・土・日曜日に出演)

※2013年11月24日 - 2014年4月6日まで
- 眞家泉(週2回 - 主に月・水・金曜日に出演)
- 江川清音(週3回 - 主に木・土・日曜日に出演）

※2014年4月7日 - 2014年11月9日まで
- 堀井雅世
- 松雪彩花
- 藤岡茜

※2014年11月10日 - 2016年4月3日まで
- 松雪彩花

※2015年9月 - 2016年9月まで
- 高山奈々
- 白井ゆかり

予報センター過去の出演者
- 須山洋治
- 安部大介
- 喜田勝
- 原田健成
- 草田あゆみ
- 永井友理
- 山下裕也
- 葛谷春馬
- 川畑玲

- 浜俊一
- 坂本晃平
- 町田修一
- 森口哲夫
- 小津慎吾
- 小池由高
- 柳博
- 村上ひかる
- 石河大
- 吉井憲一

## 放送時間の変遷
| 期間                           | 放送時間                                      |
| ------------------------------ | --------------------------------------------- |
| 2009年4月27日 - 2009年10月4日  | 月曜日-金曜日 6:00 - 8:00／日曜日 7:00 - 9:00 |
| 2009年5月2日 - 2009年8月29日   | 土曜日 7:00 - 9:00                            |
| 2009年9月5日 - 2009年10月3日   | 土曜日 6:00 - 9:00                            |
| 2009年10月5日 - 2010年4月4日   | 月曜日-日曜日 6:00 - 8:00                     |
| 2010年4月5日 - 2017年2月19日   | 月曜日-日曜日 6:00 - 9:00                     |
| 2017年2月20日 - 2017年10月31日 | 月曜日-日曜日 5:00 - 8:00                     |
| 2017年11月1日 - 2018年11月30日 | 月曜日-日曜日 6:00 - 9:00                     |
| 2018年12月1日 - 現在           | 月曜日-日曜日 5:00 - 8:00                     |

- - tvkへの同時ネットは、2009年7月6日から平日（月曜日 - 金曜日）限定で開始。放送時間はこれまで数回変更されており、2011年4月4日以降は、6:30 - 6:55[注釈 15] となっている[注釈 16]。

### 放送に関する備考
- 2010年1月1日は、後番組の『ソラマド サンシャイン』（放送当時、現SOLiVE サンシャイン）の新春特別番組『新春初日の出特番 拡大ソラマドサンシャイン』（6時-11時）を放送のため休止（tvkにても、7時 - 8時にサイマル放送を実施。その際の番組タイトルは『SOLiVE Morning』）。
- 2011年1月1日は、新春特別番組『お正月もみんなでソラをLiVEする』[注釈 17] を6時 - 11時に放送した為、当番組名としては休止となった。また、tvkは通常、曜日上土曜日は通常サイマル（同時）放送を行わないが、『SOLiVE モーニング』として、SOLiVE24新春特番を7時から30分間、同時放送を行った。
- 2011年2月7日の放送分より、これまでのキャスター1人体制進行から2人体制進行へ強化[注釈 18]。
- 2011年2月14日から2月15日にかけて、東京及び、首都圏大雪による交通障害警戒のためM3体制での放送を実施した[注釈 19]。
- 2011年3月11日午後、平成23年東北地方太平洋沖地震[注釈 20] が発生。

これを受け、月 - 金曜の7時台前半に行っているtvkとのサイマル放送が、tvkでも神奈川県内の情報を独自で放送するため中止。
本震発生から5日後の同年3月17日、ウェザーニューズの定める減災レベルがM2に降格したことを受け、サイマル放送を再開。
- - 本震発生後より『東日本大震災 特別番組』として放送されてきたが、同年3月22日の当番組より通常編成での放送を再開。
  - 同年3月23日夜、M1（通常）体制へ降格。

以降一部番組のコーナーについては同年3月時点及び4月に入ってからも休止となっていたが、同年4月18日から震災前に行なわれていた通常コーナーの復活を行なった。それ以降も新コーナーの新設が実施されている。
- 2011年9月3日は、中四国・近畿エリアの台風12号接近に伴い、前枠番組『SOLiVE トワイライト』のM3体制を引き継ぎ全コーナー休止の上で放送された。
  - 同年9月21日は、近畿から東北エリアの広範囲で台風15号接近に伴い、最新台風・交通気象情報を中心に全コーナー休止のM3体制で放送を実施。
  - 同年12月3日は、5時55分ごろに千葉県で震度4と6時03分ごろに震度3の地震発生のため、いつもより15分遅れの放送。このため一部のコーナーを取り止めた。
- 2011年11月30日から12月7日まで、森田が休演。この期間中は4日日曜と5日月曜を除き、喜田や原田の代演を仕立てずに澤田が一人で番組を進行した[注釈 22]。
  - 同年12月15日と16日は、森田・喜田が前夜の『SOLiVE スター』ならびに『Weathernews LiVE』のゲストトーク(流星中継振り返り)出演のため休演。前者は河村が、後者は澤田がそれぞれ単独で番組を進行した。
- 2012年1月1日は、通常の番組内で『SOLiVE モーニング 初日の出特番』を放送した[注釈 23]。
- 2012年4月4日は、前夜日本海にあった爆弾低気圧の暴風などの影響で、東北エリアの生活に影響が出る恐れがあるとしてM3体制での放送を行い、予定していたコーナーを全部休止した上で最新の天気情報・交通情報を交えた。
- 2012年5月21日は、通常の時間枠で『SOLiVE スター』金環日食特番を放送したため、当番組は休止となった[注釈 24]。
- 2013年1月1日は、新春特別番組『初日の出ライブ 新年あけおめーる特番』を放送したため、当番組は休止となった[注釈 25]。
- 2014年2月8日は、首都圏大雪の可能性がある為、6時よりMスケール2とした
- 2016年1月1日は、新春特番 : 初日の出特番〜】を5時 - 9時に放送したため、当番組は休止となった

## ラインナップ
※2019年7月8日の改編に伴い、リニューアルを実施した。
- - 全国の天気（REC）
  - 日本列島あさいち報告
  - ウエザーニュースUPDETE
  - ハッシュ朝イチリポート
  - HEADLINENEWS
  - 今日のネタ、仕入れました！
  - スーパーリラックスタイム
  - 最新気象解説
  - 週間天気解説
  - LINEクイズ

### 過去のコーナー
- きょうのソラヨミ
- 洗濯一番干し
- お天気トピックス

5分間で天気に関する内容を予報センターより解説。
- お出かけ直前!今日のイチオシ!

これから外出する際、役立つお勧めのコンテンツをいくつかピックアップして紹介。
- みんなでソラにスタンプ

その日の記念日や出来事にちなんだお題を空に向かって撮影したレポートを紹介。天気と関係するものもあれば、天気とは全く関係のないユニークなお題もある。
- ソラテナなう

全国3000箇所に設置されているソラテナのデータをもとに、当コーナー開始時まで寄せられた体感報告を予報センターから解説。このコーナーの新設は2012年1月9日で、その際は「ソラテナカウントダウン」というタイトル名であり、1つの項目に着目してランキングを紹介し、ランクインされたエリアの内容などを予報センターより解説していた。
- いってらっしゃいライブカメラ

2011年2月7日より開始。日本全国に設置されたライブカメラの中から一部を紹介し、そのエリアにおける過去の天気から現在までの天気を解説[36]。なお、2012年9月23日の番組改編前は「全国ライブカメラリレー」という名前であったが、改編後は『SOLiVE ミッドナイト』へ移動している。2013年11月25日の番組改編前は「おはようライブカメラ」のタイトルだった。
- 傘持っtake?
- お天気ニュース朝刊
- 朝陽を撮って出し
- 気になるリポート
- 君のリポートに送信
- 最新のウェザーリポート

ウェザーニュース会員からの最新の天気レポートを紹介。
- Weather Story

予報センターからその日1日の天気の流れを紹介。
- 今日のリポートポイント

その日の天気を踏まえた、ウェザーリポートのポイント、アドバイスをお知らせする。
- おはキャッチ

おはように添える今日の一言を小芝居を交えて紹介。
- 洗濯干せるかな?

その日、洗濯物を外に干すべきか、部屋干しがいいのかをエリアごとに紹介。M1(通常レベル)放送時は、その日の記念日などを交えながらユニークに紹介する。
- 8時だョ!外からおはよう

スタジオがある千葉市美浜区の幕張テクノガーデン2階、ペデストリアンデッキから生中継。8時現在の外の様子を伝える。
- 8時○分だョ!予報センターからおはよう

その日の予報センターの担当が永井友理予報士の時でM1(通常レベル)の時のみ実施。内容は上記コーナーとほぼ一緒だが、ユニークなウェザーリポートも交えながら紹介するのが特徴。
- お口の体操天気

2017年2月の改編より新設されたコーナー。今日の天気のポイントを「全国」「北日本」「東日本」「西日本」の4つに分け、早口で読み上げる。成功率は比較的高いが、たまにスタッフの悪意により、難しい言葉が並び失敗する時もある。
- 朝NASH

2017年2月の改編より新設されたコーナー。フリー音源サイト「NASH」が提供する音源素材の中から、1～3つのキーワード検索をかけ出た1曲を流しながら、次のコーナーであるクロマキー天気にて流す。また曲によりウェザーニュースUPDATEでも流す場合もある。基本的にはBGMを選ぶ事が多いが、稀に歌詞入りの音源を選ぶ日もあり、その場合はスタジオが爆笑に包まれる。また、キーワードによっては、天気コーナーに流すBGMとしては程遠い曲が選ばれる時もあり、あまりの曲の雰囲気の合わなさにキャスター、スタッフ共に爆笑してしまい、天気予報がまともに進まない時も。
- K.T.P

「今朝のトレンドピックアップ(Kesa no Trend Pickup)」の略称。2017年2月の大改編より開始。Twitterで前日から今朝にかけて話題に上がったハッシュタグ3つについて解説する。天気とは全く関係の無い言葉が出る事が多く、たまにトークの内容が思いがけない方向へ進む事もある。
- トランプ占い

キャスターが巨大トランプの中から1枚ひく。視聴者はチャットやコメントで何のカードがひかれるか予想する。当たった場合は、何か良い事があるかも・・・。なおキャスターの鈴木里奈は真っ白な予備のカードを引き当ててしまい、スタジオやコメントを驚愕させてしまった。
- ソラミド・番組ラインナップ

今日の番組の見所(「ソラミド」)と番組のラインナップを紹介する。2017年2月の大改編以降は、番組半ばで紹介に変更されたため、既に終了しているコーナーには「(済)」と付くようになった。
- 外中継

屋外 から中継する。以前は8時に行われていたが、番組改編後は7時より実施。
- ゆりちゅみの動物大ちゅき！たのしー

その日の予報センターの担当が永井友理予報士がウェザーリポートの中からオススメの動物を紹介する、M1時のみ実施。当初はキャスターがスタジオへ戻ってくる間の繋ぎとして誕生。「勝手に作った」(本人談)との事。2016年12月よりコーナーテロップが完成。正式なコーナーに昇格した。
- 今日のトピックニュース

スマホアプリ「ウェザーニュースタッチ」に掲載されている天気に関わる情報をピックアップして解説する。

## BGM
2011年6月現在。以下の3曲は番組ウェブサイトからダウンロードできる。他、数種類のBGMが番組内で使用されている。
- 7時 - 「ソラトモ〜空を見上げて」（instrumental）
- 今日のニュースCheck - エドワード・エルガー「威風堂々」のアレンジ
- 不定 - エドヴァルド・グリーグ「ペール・ギュント 朝」のアレンジ